# Isobutylidendiharnstoff
Isobutylidendiharnstoff ist eine chemische Verbindung aus der Gruppe der Harnstoffderivate.

## Gewinnung und Darstellung
Isobutylidendiharnstoff kann durch Reaktion von Harnstoff und Isobutyraldehyd gewonnen werden.
{\displaystyle \mathrm {(CH_{3})_{2}CHCHO+2\ OC(NH_{2})_{2}\longrightarrow (CH_{3})_{2}CHCH(NHC(O)NH_{2})_{2}+H_{2}O} }

## Eigenschaften
Isobutylidendiharnstoff ist ein Feststoff. Er zersetzt sich bei Erhitzung über 100 °C, wobei Isobutyraldehyd entsteht.

## Verwendung
Isobutylidendiharnstoff wird als Langzeitdüngemittel verwendet.